# Kingkitsarat
Kingkitsarat, Kingkitsarath hay Kitsarat (? - mất năm 1713, Luang Phrabang) vương hiệu đầy đủ là Samdach Brhat Chao Brhat Kinkidsaraja Sri Sadhana Kanayudha [King-Kitsarath] là vị vua đầu tiên của Lan Xang Hom Khao (Vương quốc Luang Phrabang) trị vì từ năm 1706 đến khi mất, năm 1713 
Kingkitsarath là con cả của hoàng tử Indra Brahma tức Chao Raja Yudha, và Nang Chandra Kumari, và là người thừa kế của vua Sourigna Vongsa của Lan Xang. Ông được giáo dục trong cung. Năm 1700 đã và cùng mẹ trốn tới Muang Phong ở Sipsong Panna. Năm 1705 ông đưa quân về Luang Phrabang, trục xuất Phó vương của Xaysethathirath II. Năm 1706 ông lên ngôi, là vị vua đầu tiên của Lan Xang Hom Khao, lập thủ đô của mình gần thành phố Luang Phrabang.
Vì không đủ khả năng chinh phục toàn bộ Lan Xang, ông chấp nhận can thiệp của vua Suriyenthrathibodi của Ayutthaya, lập hiệp ước hòa bình giữa các phe phái chiến tranh ở vương quốc Lan Xang cũ vào năm 1707. Nhà vua của Ayutthaya muốn làm suy yếu vương quốc Lan Xang cũ theo cách không còn gây nguy hiểm cho Ayutthaya, là chia Lan Xang thành 2 thực thể. Lan Xang Hom Khao (Lan Xang Luang Prabang) tạo thành phần phía bắc, và phía nam là Lan Xang Vientiane dưới thời Xaysethathirath II.
Năm 1713 Soi Sisamut (Nokasad) lập ra vương quốc Champasak, tách khỏi Vương quốc Vientiane.
Ông mất năm 1713, có 1 con trai và 2 con gái.
- Chao Fa Jaya Akkararaja (Akkarath)
- Chao Fa Nying Dhanasavuni (Taen-Sao)
- Chao Fa Nying Dhanagami (Taen-Kham).

Kế vị là ông là người em họ, vương hiệu Ong Kham trị vì 1713 – 1723. Ong Kham kết hôn với cả hai Chao Fa Nying Dhanasavuni và Dhanagami con của Kingkitsarat.